# Radewijk
Radewijk (Nedersaksisch: Roke [ro̞ːkə]) is een buurtschap in de gemeente Hardenberg. Het ligt ten oosten van Hardenberg, langs de grens met Duitsland.
De allervroegste vermelding van het erve Radewijk wordt gedaan in het manuaal van de rentmeester van Twente van omstreeks 1300.
In de buurtschap staat de korenmolen Windlust die nog beroepsmatig in bedrijf is.
Radewijk heeft ook zijn eigen volkslied.

## Bekende (oud-)inwoners
- Leo de Haas